# Distretto Sudorientale (Botswana)
Il distretto Sudorientale (ufficialmente South-East District, in inglese) è uno dei nove distretti del Botswana.
Confina a nord est con il distretto di Kgatleng, a est con il Sudafrica (provincia del Nordovest), a sudovest con il distretto Meridionale e a nordovest con il distretto di Kweneng.